# Stephen Kovacevich

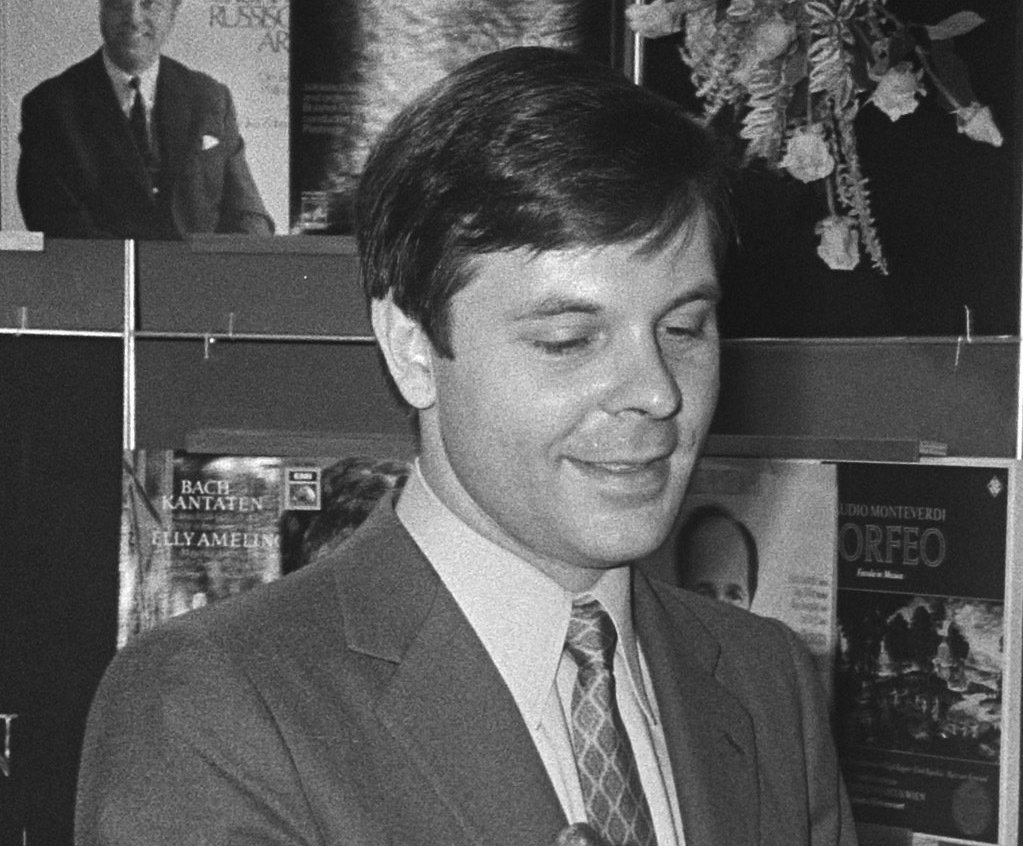
Stephen Kovacevich (1970)

Stephen Kovacevich (San Pedro, 17 ottobre 1940) è un pianista e direttore d'orchestra statunitense.

## Biografia
Stephen Kovacevich nacque a San Pedro, distretto della città di Los Angeles, California da padre croato e madre americana. Quando la madre si risposò, cambiò il suo nome in Stephen Bishop; con questo nome si esibì agli inizi della carriera. Avendo scoperto che il nome veniva spesso confuso con quello del cantante e chitarrista Stephen Bishop, cominciò a presentarsi ai concerti come Stephen Bishop-Kovacevich e successivamente come Stephen Kovacevich.
Debuttò come pianista all'età di undici anni; a diciotto, si trasferì a Londra per studiare con Myra Hess, risiedendo fino ad oggi nel quartiere di Hampstead. Nel 1961 Kovacevich fece il suo sensazionale debutto europeo alla Wigmore Hall, eseguendo la Sonata di Alban Berg, tre preludi e fughe di Bach e le Variazioni Diabelli di Beethoven. Con Jacqueline du Pré fece una tournée in Gran Bretagna.
Nel 1967 fece il suo debutto a New York e poi viaggiò in tournée in Europa, negli Stati Uniti, in Estremo Oriente, Australia, Nuova Zelanda e Sud America,
Come solista e direttore d'orchestra, Kovacevich eseguì e registrò di frequente opere di Mozart, Beethoven, Schubert, Brahms e Bartók ed altri. Diresse i London Mozart Players, la Royal Liverpool Philharmonic e la Orchestra Sinfonica di Vancouver. Eseguì inoltre composizioni da camera insieme a Jacqueline du Pré, Martha Argerich, Steven Isserlis, Nigel Kennedy, Lynn Harrell, Sarah Chang, Gautier Capuçon, Renaud Capuçon ed Emmanuel Pahud.
Per diversi anni ha tenuto delle master class e dei recital alla Dartington International Summer School.

## Vita privata
Dal 1961 al 1967 Kovacevich fu sposato con la scrittrice e psicoterapeuta Bernardine Bishop nata Wall, morta nel 2013; ebbero due figli, Matt Bishop (direttore del team McLaren di Formula 1) e Francis "Foff" Bishop (vigile del fuoco nel West Sussex).
È stato per alcuni anni il compagno di Martha Argerich, dalla quale ha avuto Stephanie Argerich, fotografa professionista.

## Discografia parziale
- 1966 :
  - Ludwig van Beethoven: Sonata per violoncello e pianoforte nº 2, op. 102. Con Jacqueline du Pré. Philips,
- 1968 :
  - Ludwig van Beethoven: Variazioni Diabelli. Philips,
  - Johannes Brahms: 4 pezzi op. 119. Philips,
- 1971 :
  - Ludwig van Beethoven: Concerti per pianoforte e orchestra nº 1 e 2. Con la BBC Symphony Orchestra diretta da Colin Davis. Decca,
  - Edvard Grieg e Robert Schumann: Concerti per pianoforte e orchestra. Con la BBC Symphony Orchestra diretta da Colin Davis. Philips,
- 1976 :
  - Béla Bartók: Sonata per due pianoforti e percussioni. Con Martha Argerich. Philips,
- 2003 :
  - Ludwig van Beethoven: Sonata nº 29 in si bemolle maggiore op. 106 "Hammerklavier". EMI,
- 2004 :
  - Franz Schubert: Sonata nº 21 in si bemolle maggiore D960. EMI.